# Phaius nanus
Phaius nanus är en orkidéart som beskrevs av Joseph Dalton Hooker. Phaius nanus ingår i släktet Phaius och familjen orkidéer. Inga underarter finns listade i Catalogue of Life.